# Enej Jelenič
Enej Jelenič (Capodistria, 11 dicembre 1992) è un calciatore sloveno, centrocampista svincolato.

## Carriera

### Club

#### Koper
Jelenič cresce nel club sloveno del Koper, con il quale esordisce il 13 luglio 2010 nel secondo turno di qualificazione della UEFA Champions League 2010-2011 nell'incontro perso 5-1 contro la Dinamo Zagabria. Il centrocampista gioca anche l'incontro di ritorno, dove la squadra vince per 3-0.

#### Genoa e Padova
Il 3 gennaio 2011 viene acquistato dalla squadra italiana del Genoa a titolo definitivo per 650.000 euro. Esordisce il 12 gennaio giocando titolare in Inter-Genoa (3-2) di Coppa Italia. Il 10 aprile successivo debutta nel campionato italiana in Juventus-Genoa (3-2).
Il 1º luglio 2011 arriva al Padova con la formula della comproprietà, assieme al giocatore Wilfred Osuji. Debutta in Serie B il 29 ottobre seguente in Crotone-Padova (2-1). Il 22 giugno 2012 il Padova risolve la comproprietà a proprio favore aggiudicandosi l'intero cartellino.
Il 22 luglio 2014, dopo la mancata iscrizione del Padova al campionato di Lega Pro, rimane svincolato.

#### Livorno, Carpi e ritorno al Padova
Il 30 luglio 2014 passa al Livorno, in Serie B. Con i toscani disputa tre campionati, di cui due di serie cadetta e uno di Lega Pro Prima Divisione.
Il 30 gennaio 2017 viene acquistato a titolo definitivo dal Carpi, firmando fino al 2020. Alla fine della stagione gli emiliani mancano il ritorno in Serie A dopo la finale dei play-off di ritorno persa per 1-0 contro il Benevento (l'andata al Cabassi si era conclusa sullo 0-0).
Il 3 settembre 2017, mette a referto il suo primo assist vincente (per Jerry Mbakogu) in maglia biancorossa, decisivo per la vittoria finale per 1-0 in casa dello Spezia. Si ripete una settimana dopo, stavolta contro la Salernitana, con un assist per Giancarlo Malcore che regala al Carpi un'altra vittoria per 1-0. Il 14 ottobre dello stesso anno, nel derby vinto in casa per 2-1 contro il Cesena, segna i suoi primi due gol con la maglia del Carpi. Il 30 ottobre, durante la partita contro la Ternana, subisce un infortunio al piede che lo tiene fermo per diversi mesi.
Al termine del campionato di Serie B 2018-2019 il Carpi retrocede in Serie C da ultimo in classifica, con 29 punti. Jelenič, nuovamente limitato da alcuni infortuni, disputa 25 partite e realizza 3 gol, tutti in trasferta contro Foggia (KO per 4-2 alla prima giornata), Padova (0-1) e Cremonese (segna il 2-1 all'82').
Il 25 agosto 2019, alla prima giornata di Serie C 2019-2020, il Carpi batte il Cesena per 4-1 in casa, con Jelenič che segna il gol del 3-1 su calcio di rigore. Nel corso della stagione, finita ai quarti di finale dei play-off contro il Novara, segna 5 gol (3 su rigore) in 21 gare totali.
Il 10 settembre 2020, Jelenič fa ritorno al Padova, in Serie C, con cui firma un contratto biennale. Al termine della stagione 2022-2023, non rinnova il proprio contratto con la società, rimanendo così svincolato. Con 156 presenze totali è il calciatore straniero con più presenze nella storia del Padova.

#### Ritorno al Koper
Il 12 settembre 2023, Jelenič ritorna ufficialmente al Koper, club in cui aveva iniziato la propria carriera.

#### Novara e prestito al Koper
Il 29 luglio 2024 firma un contratto biennale per il Novara, che milita nel girone A di Serie C. Dopo aver collezionato una sola presenza, il 3 febbraio 2025 nell'ultimo giorno della sessione invernale di calciomercato, fa ritorno in patria, sempre al Koper, ma questa volta in prestito fino al termine della stagione.

### Nazionale
Esordisce nella rappresentativa Under-19 del suo paese il 7 ottobre 2010, nell'incontro di qualificazione contro i pari età olandesi perso 2-0 dagli slavi. Alla sua terza presenza in Nazionale mette a segno una doppietta contro la rappresentativa Under-19 maltese.
Il 16 novembre 2010 esordisce in Under-21 contro la Croazia.

## Statistiche

### Presenze e reti nei club
Statistiche aggiornate al 4 febbraio 2025.
| Stagione        | Squadra         | Campionato      | Campionato | Campionato | Coppe nazionali | Coppe nazionali | Coppe nazionali | Coppe continentali | Coppe continentali | Coppe continentali | Altre coppe | Altre coppe | Altre coppe | Totale | Totale |
| Stagione        | Squadra         | Comp            | Pres       | Reti       | Comp            | Pres            | Reti            | Comp               | Pres               | Reti               | Comp        | Pres        | Reti        | Pres   | Reti   |
| --------------- | --------------- | --------------- | ---------- | ---------- | --------------- | --------------- | --------------- | ------------------ | ------------------ | ------------------ | ----------- | ----------- | ----------- | ------ | ------ |
| 2010-gen. 2011  | Koper           | 1. SNL          | 12         | 2          | CS              | 2               | 0               | UCL                | 2                  | 0                  | SS          | 1           | 0           | 17     | 2      |
| gen.-giu. 2011  | Genoa           | A               | 2          | 0          | CI              | 1               | 0               | -                  | -                  | -                  | -           | -           | -           | 3      | 0      |
| 2011-2012       | Padova          | B               | 1          | 0          | CI              | -               | -               | -                  | -                  | -                  | -           | -           | -           | 1      | 0      |
| 2012-2013       | Padova          | B               | 21         | 0          | CI              | 1               | 0               | -                  | -                  | -                  | -           | -           | -           | 22     | 0      |
| 2013-2014       | Padova          | B               | 20         | 1          | CI              | -               | -               | -                  | -                  | -                  | -           | -           | -           | 20     | 1      |
| 2014-2015       | Livorno         | B               | 32         | 4          | CI              | 1               | 0               | -                  | -                  | -                  | -           | -           | -           | 33     | 4      |
| 2015-2016       | Livorno         | B               | 26         | 2          | CI              | -               | -               | -                  | -                  | -                  | -           | -           | -           | 26     | 2      |
| 2016-gen. 2017  | Livorno         | LP              | 15         | 3          | CI+CI-LP        | 0+1             | 0               | -                  | -                  | -                  | -           | -           | -           | 16     | 3      |
| Totale Livorno  | Totale Livorno  | Totale Livorno  | 73         | 9          |                 | 2               | 0               |                    | -                  | -                  |             | -           | -           | 75     | 9      |
| gen.-giu. 2017  | Carpi           | B               | 12+4       | 0          | CI              | -               | -               | -                  | -                  | -                  | -           | -           | -           | 16     | 0      |
| 2017-2018       | Carpi           | B               | 23         | 2          | CI              | 2               | 0               | -                  | -                  | -                  | -           | -           | -           | 25     | 2      |
| 2018-2019       | Carpi           | B               | 25         | 3          | CI              | 1               | 0               | -                  | -                  | -                  | -           | -           | -           | 26     | 3      |
| 2019-2020       | Carpi           | C               | 17+2       | 5          | CI+CI-C         | 2+0             | 0               | -                  | -                  | -                  | -           | -           | -           | 21     | 5      |
| Totale Carpi    | Totale Carpi    | Totale Carpi    | 77+6       | 10         |                 | 5               | 0               |                    | -                  | -                  |             | -           | -           | 88     | 10     |
| 2020-2021       | Padova          | C               | 34+5       | 1          | CI              | 2               | 0               | -                  | -                  | -                  | -           | -           | -           | 41     | 1      |
| 2021-2022       | Padova          | C               | 35+3       | 5          | CI-C+CI         | 6+1             | 1               | -                  | -                  | -                  | -           | -           | -           | 45     | 6      |
| 2022-2023       | Padova          | C               | 33+2       | 5          | CI-C            | 1               | 0               | -                  | -                  | -                  | -           | -           | -           | 36     | 5      |
| Totale Padova   | Totale Padova   | Totale Padova   | 144+10     | 12         |                 | 11              | 1               |                    | -                  | -                  |             | -           | -           | 165    | 13     |
| 2023-2024       | Koper           | 1. SNL          | 27         | 5          | CS              | 3               | 1               | -                  | -                  | -                  | -           | -           | -           | 30     | 6      |
| 2024-feb. 2025  | Novara          | C               | 1          | 0          | CI-C            | 0               | 0               | -                  | -                  | -                  | -           | -           | -           | 1      | 0      |
| feb.-giu. 2025  | Koper           | 1. SNL          | -          | -          | CS              | -               | -               | -                  | -                  | -                  | -           | -           | -           | -      | -      |
| Totale Koper    | Totale Koper    | Totale Koper    | 39         | 7          |                 | 5               | 1               |                    | 2                  | 0                  |             | 1           | 0           | 47     | 8      |
| Totale carriera | Totale carriera | Totale carriera | 336+16     | 38         |                 | 24              | 2               |                    | 2                  | 0                  |             | 1           | 0           | 379    | 40     |

### Cronologia presenze e reti in nazionale
| Cronologia completa delle presenze e delle reti in nazionale ― Slovenia | Cronologia completa delle presenze e delle reti in nazionale ― Slovenia | Cronologia completa delle presenze e delle reti in nazionale ― Slovenia | Cronologia completa delle presenze e delle reti in nazionale ― Slovenia | Cronologia completa delle presenze e delle reti in nazionale ― Slovenia | Cronologia completa delle presenze e delle reti in nazionale ― Slovenia | Cronologia completa delle presenze e delle reti in nazionale ― Slovenia | Cronologia completa delle presenze e delle reti in nazionale ― Slovenia |
| Data                                                                    | Città                                                                   | In casa                                                                 | Risultato                                                               | Ospiti                                                                  | Competizione                                                            | Reti                                                                    | Note                                                                    |
| ----------------------------------------------------------------------- | ----------------------------------------------------------------------- | ----------------------------------------------------------------------- | ----------------------------------------------------------------------- | ----------------------------------------------------------------------- | ----------------------------------------------------------------------- | ----------------------------------------------------------------------- | ----------------------------------------------------------------------- |
| 23-3-2016                                                               | Capodistria                                                             | Slovenia                                                                | 1 – 0                                                                   | Macedonia                                                               | Amichevole                                                              | -                                                                       | 87’                                                                     |
| Totale                                                                  |                                                                         | Presenze                                                                | 1                                                                       |                                                                         | Reti                                                                    | 0                                                                       |                                                                         |

## Palmarès

### Club

#### Competizioni nazionali
- Supercoppa di Slovenia: 1

Koper: 2010
- Coppa Italia Serie C: 1

Padova: 2021-2022